# Majdan Starowiejski
Majdan Starowiejski – wieś w Polsce położona w województwie lubelskim, w powiecie lubelskim, w gminie Zakrzew.
| SIMC    | Nazwa         | Rodzaj    |
| ------- | ------------- | --------- |
| 0905764 | Kolonia Litwa | część wsi |

W latach 1975–1998 miejscowość administracyjnie należała do województwa zamojskiego.
Wieś stanowi sołectwo gminy Zakrzew. Według Narodowego Spisu Powszechnego z roku 2011 wieś liczyła 166 mieszkańców.